# رود پادما
 رود پادما رودی است که از هیمالیا سرچشمه می‌گیرد و به خلیج بنگال می‌ریزد. این رود از کشور بنگلادش می‌گذرد. طول آن ۱۲۰ کیلومتر (۷۵ مایل) است.